# Männer ohne Beruf
Männer ohne Beruf ist ein deutscher Stummfilm aus dem Jahre 1929 von und mit Harry Piel.

## Handlung
Der in Diensten der Pariser Polizei stehende Harry Perol ist auf der Spur eines international agierenden Mädchenhändlerringes. Er lässt sich als englischer Steward auf einem Postschiff einstellen, wo er bald den Südamerikaner José Servantes als Kopf der Bande ausmacht. Harry übergibt bei der Ankunft im Hafen den Oberschurken seinen Kollegen und beschließt, sich in Marseille als Servantes auszugeben, um die Hintermänner erst ausfindig und dann dingfest machen zu können. Durch diese Maskerade lernt er die junge Madeleine kennen, die durch den Servantes-Zulieferer René Duval in die Fänge des Mädchenhändlerringes geraten ist. Die hatte einen (natürlich nicht ernst gemeinten) Heiratsantrag seitens Servantes für voll genommen und ist hocherfreut, in Harry Perol ihren „Zukünftigen“ kennenzulernen.
Duval weiß nicht, wie Servantes aussieht, und zeigt sich daher erfreut, dass er dem ihm unbekannten Bandenchef, nunmehr Harry Perol, seine Aufwartung machen kann. Einige der Mädchenhändler, die sich „Männer ohne Beruf“ nennen, schöpfen jedoch allmählich Verdacht, weil Harry allzu häufig mit der hübschen Madeleine zusammenhockt. Bald aber hat Harry keine Zeit mehr für Süßholzraspeln mit Madeleine, auf die er eine Auge geworfen hat, sondern muss sich darum kümmern, Duval und seinen Leuten, allesamt Zuarbeiter von Servantes, das schmutzige Handwerk zu legen. In Harrys Abwesenheit nutzt ein Bandenmitglied, der „schöne Alfons“, die Gelegenheit, Duval unter Druck zu setzen. Er selbst hat großes Interesse an Madeleine und verlangt von Duval, sie an ihn zu „verkaufen“.
Duval willigt ein, schwärzt Harry vor Madeleine ordentlich an und stellt Alfons als einen wohlhabenden Bankier vor. Madeleine kommen bezüglich Harry/Servantes Zweifel. Sie wendet sich von ihm ab und nolens volens dem schmierigen Alfons zu. Harrys Recherchen haben ihm indes einige Informationen verschafft: Demnächst soll aus Marseille ein Schiff mit einer Reihe von Mädchen zu ihren „Käufern“ ablegen. Harry findet sich rechtzeitig ein, um die Bande auf frischer Tat zu stellen und zu zerschlagen. Madeleine und die anderen Mädchen werden gerettet, und zwischen ihm und seiner Herzdame, die jetzt weiß, dass er grundanständig und ein Polizist ist, ist wieder alles in Ordnung.

## Produktionsnotizen und Hintergrund
Männer ohne Beruf wurde im Frühling 1929 in den D.L.S.-Ateliers in Staaken bei Berlin (Studioaufnahmen) und in Marseille (Außenaufnahmen) gedreht und am 15. August 1929 im UFA-Palast am Zoo uraufgeführt. Es war Piels einziger Stummfilm, von dem auch eine Tonfassung angefertigt wurde, deren Uraufführung aber nicht feststellbar ist.
Die Filmbauten entwarf Robert Neppach; Rudolf Sieber, der Ehemann von Marlene Dietrich, assistierte dem Regisseur Piel. Der Däne Eigil Wangøe war Standfotograf.

## Kritiken
Siegfried Kracauer meinte: Piel „stellt sich ein Schauspielermilieu aus Zuhältern und Mädchen zusammen, in dem er als Geheimpolizist Lorbeeren pflückt. Ein Kolportagefilm, gewiß, aber er ist mit Geschick gearbeitet und enthält einige nette Unwahrscheinlichkeiten. Zu seinem wesentlichen Verdiensten gehört, daß er sich vor Originalhintergründen entfaltet. Marseille, wie es leibt und lebt, greift überall ein.“
Die Deutsche Zeitung spottete: „Harry Piel ist der selbstloseste Retter in der Not, den man sich denken kann.“